# Pedro Pascal
Pour les articles homonymes, voir Balmaceda et Pascal.
Pedro Pascal, né le 2 avril 1975 à Santiago (Chili) est un acteur chilio-américain.
Après deux décennies de rôles secondaires au théâtre et à la télévision, il est reconnu du grand public en 2014 grâce à son interprétation d'Oberyn Martell dans la quatrième saison de la série télévisée Game of Thrones. Sa notoriété est renforcée par ses rôles dans la série télévisée Narcos et dans des productions cinématographiques d'action comme La Grande Muraille, Kingsman : Le Cercle d'or, Equalizer 2 et Triple Frontière.
Ses interprétations de Din Djarin dans The Mandalorian et de Joel Miller dans The Last of Us le propulsent et lui donnent une réputation mondiale de figure paternelle.

## Biographie

### Jeunesse
José Pedro Balmaceda Pascal naît le 2 avril 1975 à Santiago (Chili).
Sa mère, Verónica Pascal Ureta, est pédopsychiatre et cousine du neveu de Salvador Allende, Andrés Pascal Allende, meneur du Mouvement de la gauche révolutionnaire.
Son père, José Balmaceda Riera, est médecin spécialiste en fertilité et membre de l'aristocratie chilienne d'origine basque et castillane,.
Pedro Pascal a une sœur aînée, Javiera, productrice, un frère cadet, Nicólas, et une sœur cadette, Lux, actrice et activiste transgenre.
Deux ans avant sa naissance, la présidence de Salvador Allende est renversée par Augusto Pinochet et le pays devient une dictature militaire. La famille de Pedro Pascal est considérée comme ennemie du gouvernement et se voit obligée de fuir le pays quand il n'a que neuf mois, après s'être réfugiée six mois à l'ambassade vénézuélienne de Santiago.
La famille se voit accorder le droit d'asile au Danemark avant de s'installer aux États-Unis,. Pedro Pascal grandit à San Antonio, dans le Texas, avant de déménager à Orange County, en Californie, à l'âge de onze ans. En 1995, ses parents retournent au Chili pour élever leurs deux autres enfants.
Il étudie à la Orange County School of the Arts puis à la Tisch School of the Arts de l'Université de New York, où il obtient son diplôme en 1997,. Il décide d'utiliser le nom de famille de sa mère en son hommage après sa mort, pensant également que les Américains avaient du mal à prononcer le nom de famille de son père, Balmaceda.

### Carrière

#### Débuts (1999–2013)
Au début de sa carrière, Pedro Pascal apparaît sommairement, sous le nom de Pascal Balmaceda, dans plusieurs séries télévisées, notamment Buffy contre les vampires, New York Police Blues, The Good Wife, Nurse Jackie et Homeland. Les premiers temps sont durs : il doit vivre de travaux précaires dans des restaurants en plus de ses cachets d'acteur. Son amie proche, Sarah Paulson, lui donne parfois son per diem pour qu'il puisse se nourrir[réf. nécessaire]. Alors qu'il a besoin de soins médicaux, et qu'il n'a plus que sept dollars, son cachet pour son rôle dans Buffy contre les vampires est encaissé, ce qui lui permet de subsister.
Pedro Pascal est un membre de la LAByrinth Theater Company de New York. Il reçoit le Los Angeles Drama Critics Circle Award et le Garland Award pour son rôle de la production de Orphans par le International City Theater. En 2010, il écrit une pièce de théâtre, Flaca Loves Bone, mise en scène par Sarah Silverman. La même année, il met en scène pour la première fois, avec Killing Play, une pièce de David Anzuelo, au Rattlestick Playwrights Theater. En 2011, il obtient le rôle d'un policier de Los Angeles dans une série télévisée Wonder Woman, mais le projet ne voit pas le jour,.

#### Percée médiatique (2014–2018)

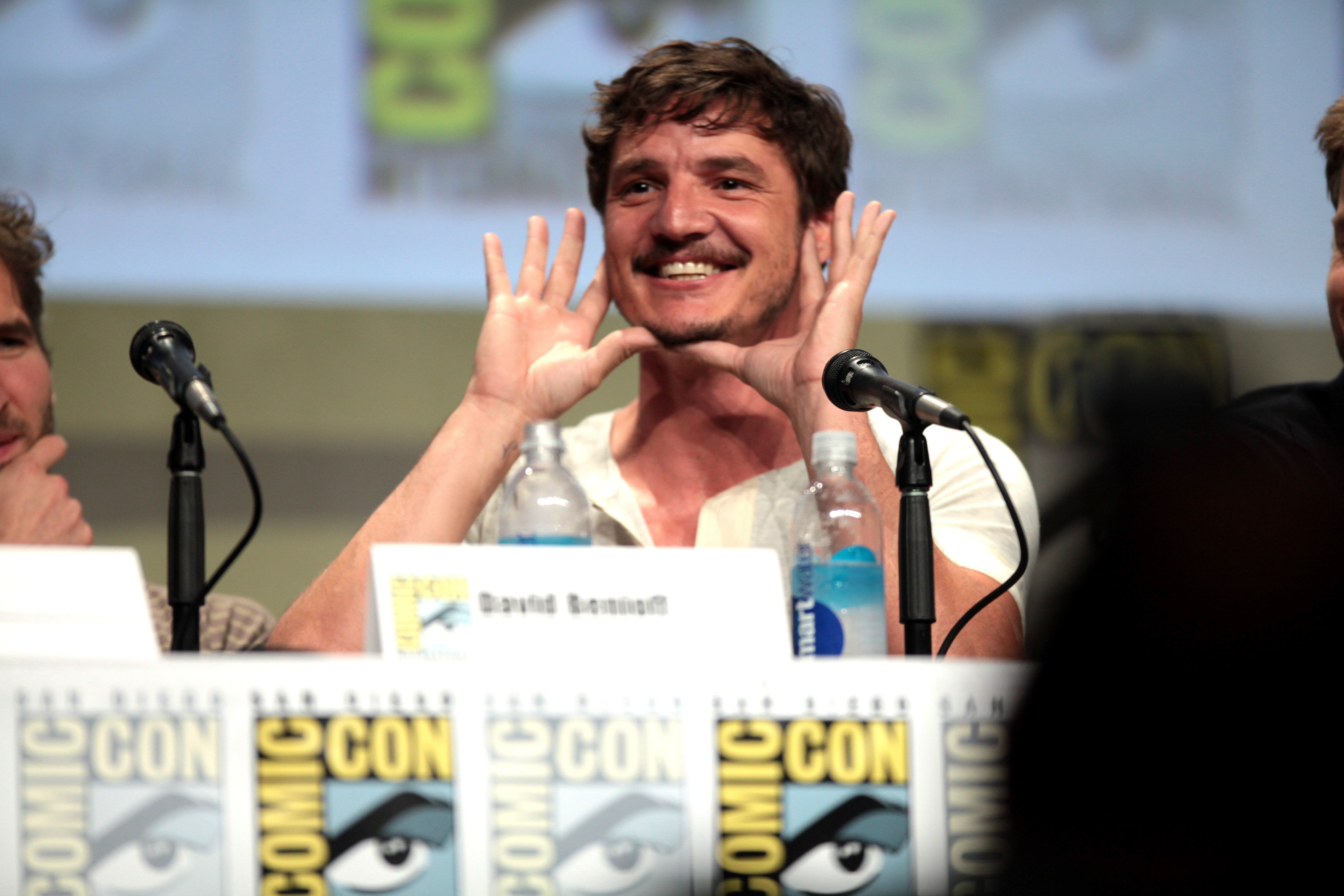
Pedro Pascal à la San Diego Comic-Con en 2014.

En 2014, Pedro Pascal interprète le personnage d'Oberyn Martell dans la quatrième saison de la série télévisée HBO à succès Game of Thrones. La saison est diffusée pour la première fois du 6 avril au 15 juin 2014 et la performance de Pedro Pascal est considérée par de nombreuses publications comme l'une des meilleures de la série,,,. Le Los Angeles Times le décrit comme un sex-symbol grâce à ce rôle, qu'il nomme « le vrai point de bascule de sa carrière ». Pedro Pascal affirme être un grand fan de la série avant de la rejoindre et être extatique à l'idée d'y jouer un rôle. Avec le reste de la distribution, il remporte une nomination au Screen Actors Guild Award de la meilleure distribution pour une série télévisée dramatique.
L'année suivante, il joue un vampire dans le film Bloodsucking Bastards, puis l'amant de Heidi Klum dans le clip vidéo Fire Meet Gasoline de la chanteuse australienne Sia,. Sa reconnaissance est confirmée grâce à son interprétation de l'agent de la DEA Javier Peña dans la série télévisée Narcos, produite par Netflix, où il fait office de narrateur et d'acteur principal,.
En 2016, il joue un mercenaire dans La Grande Muraille de Zhang Yimou, un réalisateur qu'il admire depuis son enfance, aux côtés de Matt Damon,. Il s'ensuit pour Pedro Pascal une série de rôles de films d'action : Agent Whiskey dans Kingsman : Le Cercle d'or en 2017, Dave York dans Equalizer 2 et Ezra dans Prospect en 2018 et Francisco Morales dans Triple Frontière en 2019,,,,. Il apparaît également brièvement dans Si Beale Street pouvait parler de Barry Jenkins.

#### Renommée mondiale (depuis 2019)
En février 2019, Pedro Pascal fait ses débuts à Broadway dans une adaptation du Roi Lear avec Glenda Jackson et Ruth Wilson. Depuis cette même année, il tient le rôle titulaire dans la série télévisée The Mandalorian, produite par Disney+, ce qui lui permet une plus grande reconnaissance et l'aide à établir un archétype de rôles paternels,,,.
Il interprète Maxwell Lord dans le film de super-héros Wonder Woman 1984, réalisé par Patty Jenkins. Le film sort en décembre 2020 après des reports liés à la pandémie de Covid-19. Il tient ensuite un duo avec Nicolas Cage dans Un talent en or massif, puis apparaît dans La Bulle, un projet de Judd Apatow, et Women's Tales, une série de courts-métrages réalisée par Janicza Bravo pour Miu Miu,,. En novembre 2022, il signe avec la Creative Artists Agency.
En 2023, Pedro Pascal tient le rôle principal de Joel Miller, dans l'adaptation en série télévisée du jeu vidéo The Last of Us, produite par HBO, pour lequel il est loué pour la nuance et la rare vulnérabilité de son interprétation,. En février de la même année, il présente un épisode du Saturday Night Live. En mai, il apparaît dans le court-métrage de Pedro Almodóvar Strange Way of Life aux côtés d'Ethan Hawke,. En juillet, il devient le premier acteur d'origine latine à recevoir trois nominations la même année aux Primetime Emmy Awards : meilleur acteur dans une série télévisée dramatique pour The Last of Us, meilleur acteur invité dans une série télévisée comique pour son apparition dans Saturday Night Live et meilleur narrateur pour son travail sur Patagonie, la vie au bout du monde. Il est nommé la même année comme l'une des 100 personnes les plus influentes du monde par le Time.
En janvier 2024, il joue dans Freaky Tales. En juin, il est invité sur la chanson Pedro du deuxième album d'Omar Apollo. Ses autres projets cinématographiques incluent Drive-Away Dolls, Le Robot sauvage, où il double Escobar (Fink en version originale), un renard qui aide le robot titulaire, doublé par Lupita Nyong'o, et Gladiator 2, la suite de Gladiator de Ridley Scott,,,.
En juillet 2025, il joue le rôle de Reed Richards dans Les Quatre Fantastiques : Premiers pas, rôle qu'il reprendra dans Avengers: Doomsday en 2026 et Avengers: Secret Wars en 2027.
La même année il tient des rôles principaux dans Materialists de Celine Song et Eddington d'Ari Aster.

### Engagement politique
Il est un défenseur des droits LGBT et soutient énormément Lux Pascal, sa sœur, quand elle annonce sa transidentité,. En particulier Pascal défend fréquemment les droits des personnes transgenres, il s'attaque notamment à J. K. Rowling qu'il juge transphobe et qualifie son comportement de « minable haineux ».
Il soutient publiquement le candidat de gauche Gabriel Boric lors de l'élection présidentielle chilienne de 2021.
Il est signataire en mai 2025 de la pétition condamnant le « silence » sur le « génocide à Gaza » publiée en marge du Festival de Cannes.

### Vie privée
Il s'identifie comme agnostique et progressiste.

## Filmographie
Sauf indication contraire, les informations mentionnées dans cette section peuvent être confirmées par la base de données cinématographiques IMDb,  présente dans la section « Liens externes ».

### Cinéma

#### Longs-métrages
- 2005 : Hermanas de Julia Solomonoff : Steve
- 2008 : I Am That Girl de B. Hayward Randall : Noah
- 2011 : L'Agence (The Adjustment Bureau) de George Nolfi : Paul De Santo, le maitre d'hôtel
- 2011 : Sweet Little Lies de William J. Saunders : Paulino
- 2015 : Bloodsucking Bastards (en) de Brian James O'Connell : Max
- 2015 : Sweets de R.E. Rodgers : le jumeau Peter
- 2016 : La Grande Muraille (The Great Wall, 長城) de Zhang Yimou : Pero Tovar
- 2017 : Kingsman : Le Cercle d'or (Kingsman: The Golden Circle) de Matthew Vaughn : Agent Whiskey
- 2018 : Equalizer 2 (The Equalizer 2) d'Antoine Fuqua : Dave York
- 2018 : Si Beale Street pouvait parler (If Beale Street Could Talk) de Barry Jenkins : Pietro Alvarez
- 2018 : Prospect de Zeek Earl et Chris Caldwell : Ezra
- 2019 : Triple Frontière (Triple Frontier) de J. C. Chandor : Francisco « Catfish » Morales
- 2020 : Wonder Woman 1984 de Patty Jenkins : Maxwell Lord
- 2020 : C'est nous les héros (We Can Be Heroes) de Robert Rodriguez : Marcus Moreno
- 2022 : Un talent en or massif (The Unbearable Weight of Massive Talent) de Tom Gormican : Javi
- 2022 : La Bulle (The Bubble) de Judd Apatow : Dieter Bravo
- 2024 : Drive-Away Dolls d'Ethan Coen : Santos
- 2024 : Gladiator 2 de Ridley Scott : Marcus Acacius
- 2024 : Freaky Tales d'Anna Boden et Ryan Fleck : Clint
- 2024 : Tropico de Giada Colagrande : Mark
- 2024 : Le Robot Sauvage (The Wild Robot) de Chris Sanders : Fink (Escobar en VF) (voix)
- 2024 : The Uninvited (en) de Nadia Conners : Lucian
- 2025 : Materialists de Celine Song : Harry
- 2025 : Eddington d'Ari Aster : Ted Garcia
- 2025 : Les Quatre Fantastiques : Premiers pas (The Fantastic Four: First Steps) de Matt Shakman : Reed Richards / Mr Fantastique
- 2026 : The Mandalorian and Grogu de Jon Favreau : Din Djarin / le Mandalorien

#### Courts-métrages
- 1996 : Burning Bridges de Marcus Hahn : Alex
- 1997 : Window Shopping de Freya Billington[73] : David
- 2009 : Iris de Maya Anand : Billy
- 2011 : Star Tours : The Adventures Continue : Le Mandalorien
- 2022 : House Comes with a Bird de Janicza Bravo : Nico
- 2023 : Strange Way of Life de Pedro Almodovar : Silva

### Télévision

#### Téléfilms
- 2001 : Earth vs. the Spider de Scott Ziehl : le jeune gothique
- 2011 : Sam Axe : La Dernière Mission (Burn Notice : The Fall of Sam Axe) de Jeffrey Donovan : le commandant Veracruz
- 2011 : Wonder Woman (en) de Jeffrey Reiner : Ed Indelicato
- 2013 : The Sixth Gun de Jeffrey Reiner : Agent spécial Ortega
- 2015 : Exposed de Patty Jenkins : Oscar Castro Vargas

#### Séries télévisées
- 1999 : A poil ! (Undressed) : Greg (3 épisodes)
- 1999 : Good Versus Evil : Gregor New (saison 6, épisode 4)
- 1999 : Downtown : voix (saison 1, épisode 3)
- 1999 : Buffy contre les vampires (Buffy the Vampire Slayer) : Eddie (saison 4, épisode 1)
- 2000 : Les Anges du bonheur (Touched by an Angel) : Ricky (saison 6, épisode 22)
- 2001 : New York Police Blues (NYPD Blue) : Shane « Dio » Morrissey (saison 8, épisode 9)
- 2006 : New York, section criminelle (Law & Order : Criminal Intent) : Reggie Luckman (saison 6, épisode 10)
- 2006 : FBI : Portés disparus (Without a Trace) : Kyle Wilson (saison 5, épisode 2)
- 2008 : New York, police judiciaire (Law & Order) : Tito Cabassa (saison 18, épisode 10)
- 2009-2011 : The Good Wife : Nathan Landry (6 épisodes)
- 2009 : New York, section criminelle (Law & Order : Criminal Intent) : Kevin « Kip » Green (saison 8, épisode 8)
- 2010 : Nurse Jackie : Steve (saison 2, épisode 2)
- 2011 : Brothers and Sisters : Zach Wellison (2 épisodes)
- 2011 : Lights Out : Omar Assarian
- 2011 : New York, unité spéciale (Law & Order : Special Victims Unit) : agent spécial Greer (saison 12, épisode 24)
- 2011 : Charlie's Angels : Frederick Mercer (saison 1, épisode 5)
- 2012 : Body of Proof : Zack Goffman (saison 2, épisode 11)
- 2012 : Les Experts (CSI : Crime Scene Investigation) : Kyle Hartley (saison 12, épisode 18)
- 2013 : Nikita : Liam (saison 3, épisode 8)
- 2013 : Red Widow : Jay Castillo (4 épisodes)
- 2013 : Homeland : David Pantillo (saison 3, épisode 1)
- 2013-2014 : Graceland : Juan Badillo (11 épisodes)
- 2014 : Game of Thrones : Oberyn Martell (saison 4, 7 épisodes)
- 2014 : Mentalist : agent du FBI Marcus Pike (7 épisodes)
- 2015-2017 : Narcos : Javier Peña (saisons 1 à 3)
- depuis 2019 : The Mandalorian : Le Mandalorien (depuis la saison 1)
- 2020 : Community : Webisodes : Mr. Stone (saison 9, épisode 1)
- 2020 : Home Movie : The Princess Bride de Jason Reitman (mini-série) : Inigo Montoya (épisode 2)
- 2021 : Calls : Pedro (voix) (saison 1, épisode 3)
- 2021 : Le Droit d'être américain : Histoire d'un combat (Amend: the Fight for America) (mini-série documentaire) : lui-même (épisodes 1 et 2)
- 2021 : Le Règne animal (Animal) (mini-série documentaire) : le narrateur (voix) (saison 1, épisode 4)
- 2022 : Le Livre de Boba Fett (The Book of Boba Fett) (mini-série) : Le Mandalorien (Din Djarin)
- 2022 : Patagonie, la vie au bout du monde (Patagonia: Life on the Edge of the World) (mini-série documentaire) : le narrateur (voix)
- 2023 : HouseBroken : Claude (voix) (saison 2, épisode 5)
- 2023-2025 : The Last of Us : Joel Miller

### Clips
- 2015 : Fire Meet Gasoline de Sia réalisé par Francesco Carrozzini : lui-même

## Distinctions
Sauf indication contraire, les informations mentionnées dans cette section peuvent être confirmées par la base de données cinématographiques IMDb,  présente dans la section « Liens externes ».

### Récompenses
- Imagen Awards 2023 : meilleur acteur dans une production dramatique pour The Last of Us
- MTV Movie & TV Awards 2023 :
  - Meilleur duo pour The Last of Us (partagé avec Bella Ramsey)
  - Meilleur héros pour The Last of Us
- People's Choice Awards 2024 : personnalité télévisée masculine de l'année pour The Last of Us
- Screen Actors Guild Awards 2024 : meilleur acteur dans une série télévisée dramatique pour The Last of Us

### Nominations
- Screen Actors Guild Awards 2015 : meilleure distribution pour une série télévisée dramatique pour Game of Thrones (partagée avec d'autres interprètes)
- Imagen Awards 2016 : meilleur acteur dans une série télévisée pour Narcos
- Teen Choice Awards 2018 : combat de l'année pour Kingsman : Le Cercle d'or (partagé avec Colin Firth et Taron Egerton)
- Critics' Choice Television Awards 2021 : meilleur acteur dans une série de science-fiction ou de fantasy pour The Mandalorian
- Imagen Awards 2021 : meilleur acteur dans une production cinématographique pour Wonder Woman 1984
- MTV Movie & TV Awards 2021 :
  - Meilleur duo pour The Mandalorian
  - Meilleur héros pour The Mandalorian
- Primetime Emmy Awards 2023 :
  - Meilleur acteur dans une série télévisée dramatique pour The Last of Us
  - Meilleur acteur invité dans une série télévisée comique pour Saturday Night Live
  - Meilleur narrateur pour Patagonie, la vie au bout du monde
- Critics' Choice Television Awards 2024 : meilleur acteur dans une série télévisée dramatique pour The Last of Us
- Golden Globes 2024 : meilleur acteur dans une série télévisée dramatique pour The Last of Us
- People's Choice Awards 2024 : personnalité télévisée dramatique de l'année pour The Last of Us
- Screen Actors Guild Awards 2024 : meilleure distribution pour une série télévisée dramatique pour The Last of Us

## Voix francophones
En version française, Pedro Pascal est dans un premier temps doublé par Bertrand Liebert dans Buffy contre les vampires, Thierry Kazazian dans New York, police judiciaire, Benjamin Gasquet dans Les Experts et Julien Kramer dans Sam Axe : La Dernière Mission. Stéphane Ronchewski le double dans The Good Wife et New York, unité spéciale, tandis que Olivier Augrond le double à trois reprises dans Charlie's Angels, Lights Out et Body of Proof. Enfin, Yann Pichon le double dans Graceland et Jean-Christophe Lebert dans Mentalist.
Par la suite, Loïc Houdré devient la voix la plus régulière de l'acteur, le doublant dans Game of Thrones, La Grande Muraille, Kingsman : Le Cercle d'or, Equalizer 2, Gladiator 2 et Materialists. En parallèle, Thierry Wermuth le double à trois reprises dans Narcos, C'est nous les héros et La Bulle, tandis que Dominique Guillo le double dans les œuvres Star Wars et Un talent en or massif. Si Christophe Hespel le double dans Prospect, Julien Kramer le retrouve dans Triple Frontière, de même que Stéphane Ronchewski dans Wonder Woman 1984. C'est Boris Rehlinger qui est choisi pour le doubler dans The Last of Us, idem pour Stéphane Pouplard dans Les Quatre Fantastiques.